# Pintassilgo-do-equador
O Pintassilgo-do-equador (Spinus siemiradzkii ou Carduelis siemiradzkii) é uma espécie de ave da família Fringillidae.
Pode ser encontrada nos seguintes países: Equador e Peru.

## Descrição
O pintassilgo do Equador é um pequeno pássaro amarelo e negro com cerca de 11 cm, muito parecido com o pintassilgo-de-cabeça-preta (Spinus magellanicus). O macho tem um capuz negro, as asas são pretas com uma barra amarela e a cauda é também preta com penas amarelas. O peito, o dorso, os flancos e o uropígio são amarelos. A fêmea não tem o capuz negro e as cores são mais baças, com o amarelo menos brilhante e mais esverdeado.

## Distribuição
Distribui-se pelo sudoeste do Equador (províncias de Manabí, Santa Elena, Guayas e Loja) e noroeste do Peru (Tumbes).

## Taxonomia
Foi descoberto por Berlepsch e Taczanowski, em 1884, em Guayaquil no Equador,  deram-lhe o nome de Chrysomitris siemiradzkii. Recentemente foi proposto incluir esta espécie nos géneros Spinus ou Sporagra,  sendo atualmente classificado no género Spinus. Sem subspecies.

## Habitat
Ave semi-nómada dentro do seu território, encontra-se até aos 750 m de altitude, em florestas secas de árvores de folha caduca, orlas de bosques e de florestas semi-húmidas, clareiras, matagais secos e  pastos altos. É tolerante a habitats alterados pelo homem, mas parece depender da floresta  de folha caduca durante parte do seu ciclo de vida. Vê-se em grupos de até 30 indivíduos.

## Alimentação
Alimenta-se de sementes de plantas herbáceas, de cardos, de bagas silvestres e de pequenos insectos. Segundo Ottaviani (2011) também consome sementes de uma asterácea, Mikania.

## Nidificação
O período de reprodução dura de Janeiro a Maio, na estação húmida. O ninho em forma de taça é construído em árvores ou arbustos, com pauzinhos, raízes secas e forrado com penugem vegetal. A fêmea põe 3 ou 4 ovos azul-esbranquiçados com pintas castanhas e pretas. As crias nascem ao fim de 12 dias e saem do ninho aos 17 dias.

## Ameaças
Considerado pela IUCN (2012) como espécie Vulnerável, o número de indivíduos tem decrescido. A desflorestação para a agricultura e pastorícia é uma das ameaças pois depende da floresta de folha caduca pelo menos numa parte da sua vida. A utilização de pesticidas é outra ameaça pois também utiliza os campos cultivados em parte do seu habitat.

## Medidas de conservação
Está presente em 6 áreas protegidas no Equador: Parque Nacional Machalilla, Manabí; Refugio de Vida Silvestre Marino Costero Pacoche, Manabí; Área Nacional de Recreación Isla Santay, Guayas; Reserva Ecológica Manglares-Churute, Guayas; Área Nacional de Recreación Parque Lago, Guayas; Floresta Protegida de Cerro Blanco, Guayas. No Peru encontra-se na Reserva de Biosfera del Noroeste, Tumbes. A boa gestão destas áreas protegidas é uma das medidas propostas, além do estudo das medidas ecológicas, da determinação da sua dependência da floresta de folha caduca e da investigação da causa das suas deslocações sazonais.